# Brygga
För andra betydelser, se Brygga (olika betydelser).

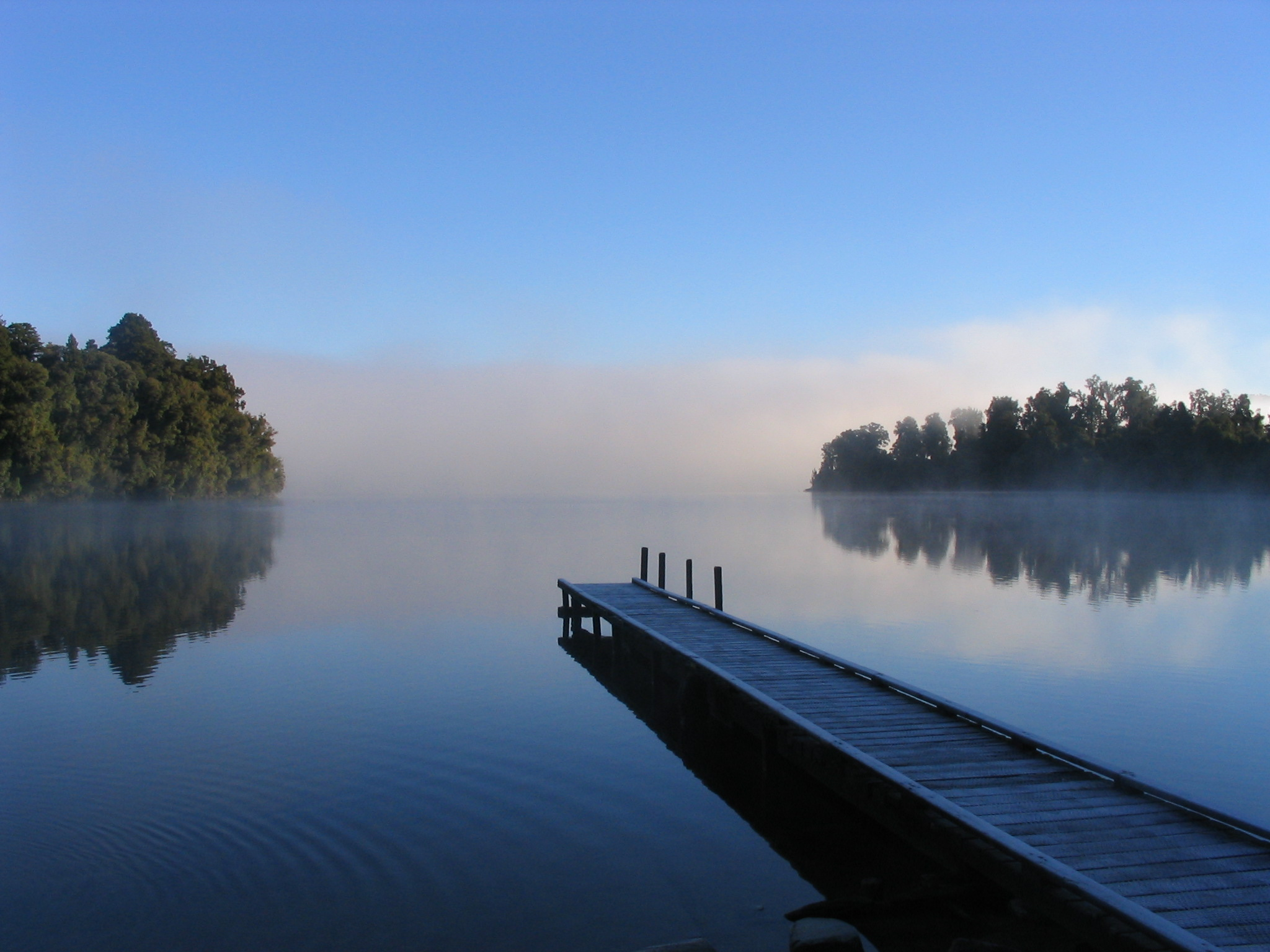
Brygga vid Lake Mapourika i Nya Zeeland.

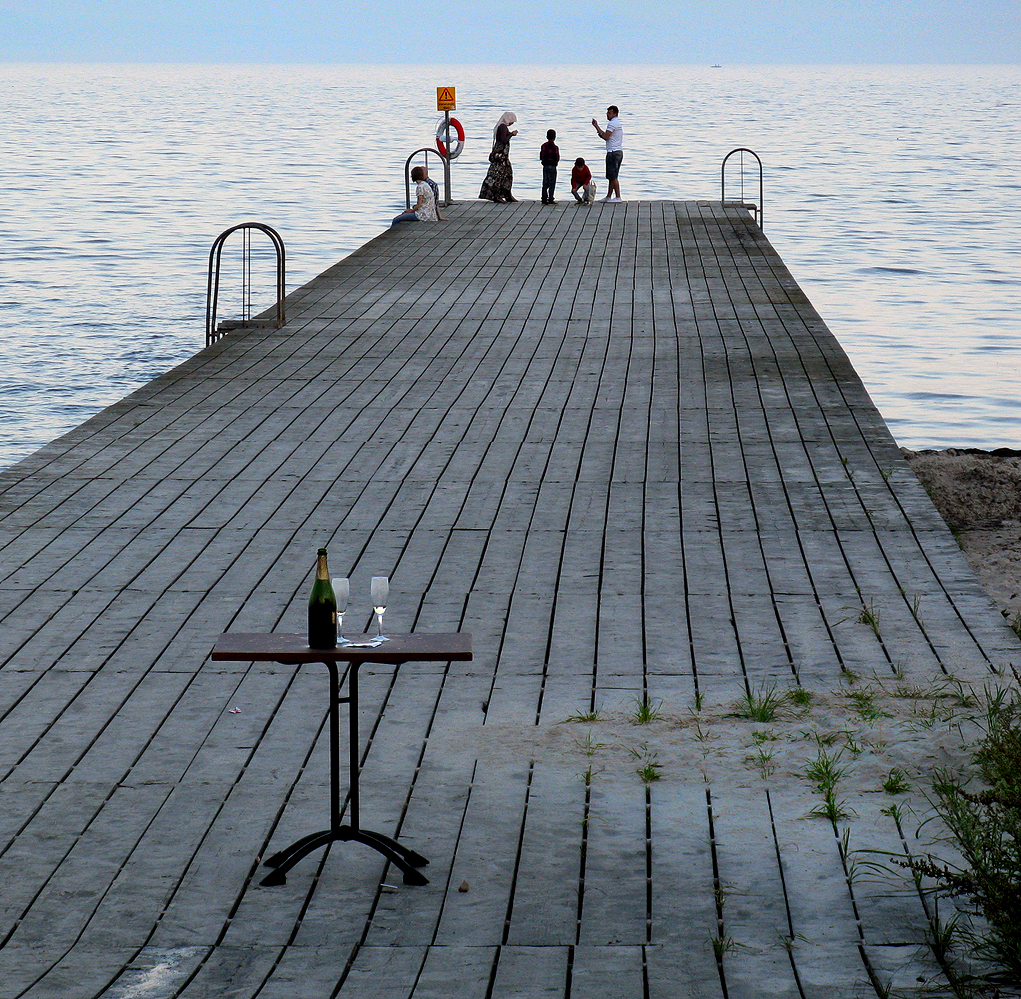
Brygga vid Ystad Saltsjöbad 2012.

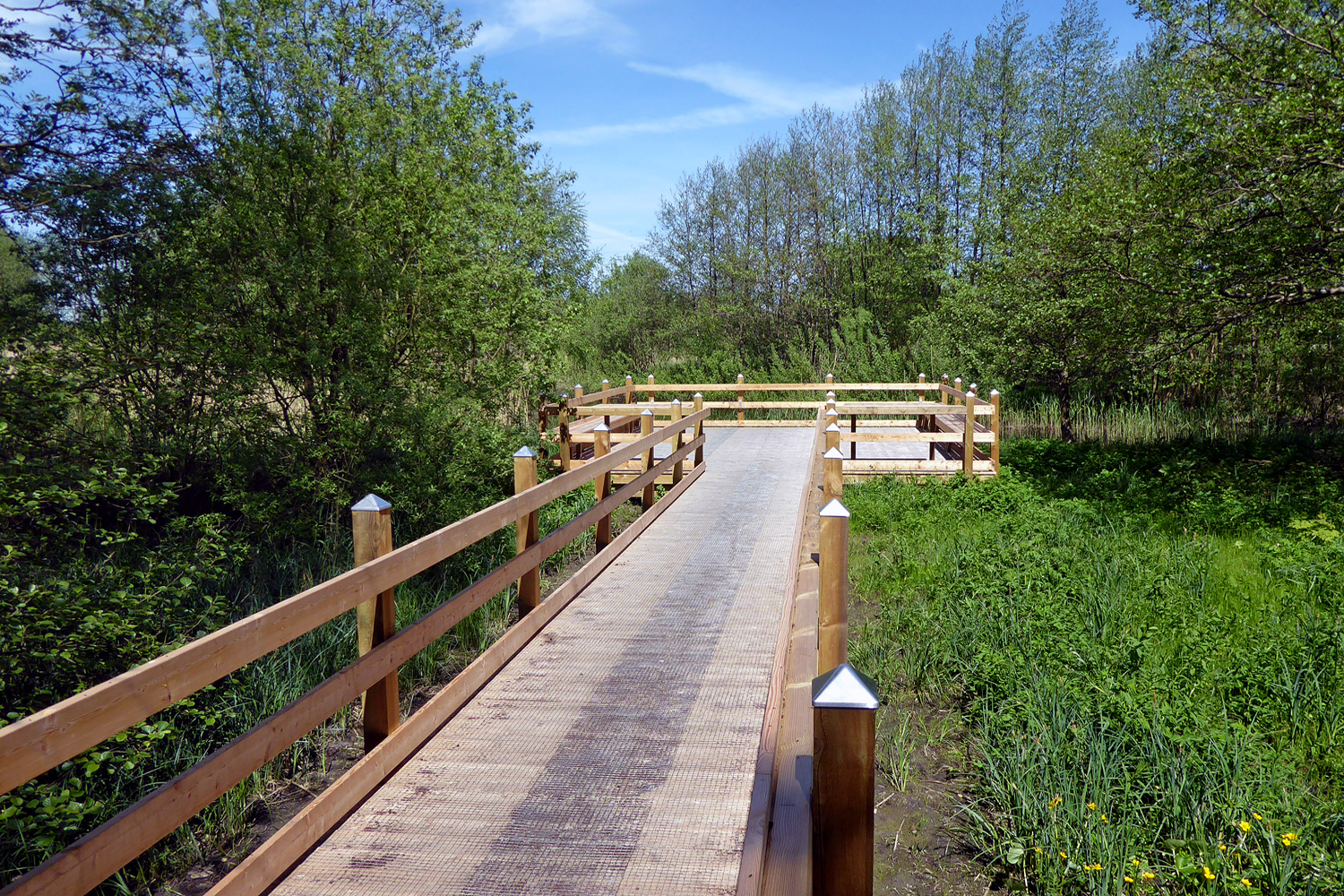
Nya bryggan vid dammen. Marietorps Naturskola i Ystad 2017.

En brygga är ett däck som står på pelare vid en strand. Bryggan är en öppen konstruktion, till skillnad från en pir, som är massiv. En brygga som vilar på pontoner, flytblock eller andra flytande föremål (till exempel luftfyllda tunnor eller dunkar) kallas flytbrygga.
En stadig och tålig form av brygga är den som konstrueras med brokista. Denna typ av brygga har en stomme som timras ungefär som ett timmerhus, fast med håligheterna fyllda med sten. Konstruktionen lämpar sig främst då botten är relativt plan, mjuk och grund. Med fördel kan de översta varven av timmer, de som ligger i vattenlinjen, bestå av ek då dessa är mest utsatta för röta vilket ek är motståndskraftigt mot.

## Brygga med pålar
Är den vanligaste konstruktionen i Sverige där bryggan ankras med hjälp av pålar som sätts fast i botten. Passar typiskt sätt för ett vattendjup på max 2,5 meter. 

## Flytbrygga
Som namnet antyder så flyter bryggan med hjälp av block som monterats under bryggan. Fördelen med den här typen av brygga är att man kan ta upp den och förvara den på land under vintermånaderna. 

## Stenkista
Är ett traditionellt sätt att bygga bryggor på där man med hjälp av ett ramverk av t.ex. trä släpper ner stenar i vattnet som man sedan bygger bryggan på. Stenkistor har typiskt sett väldigt lång livslängd, men är dyrare än de andra alternativen.

## Galleri

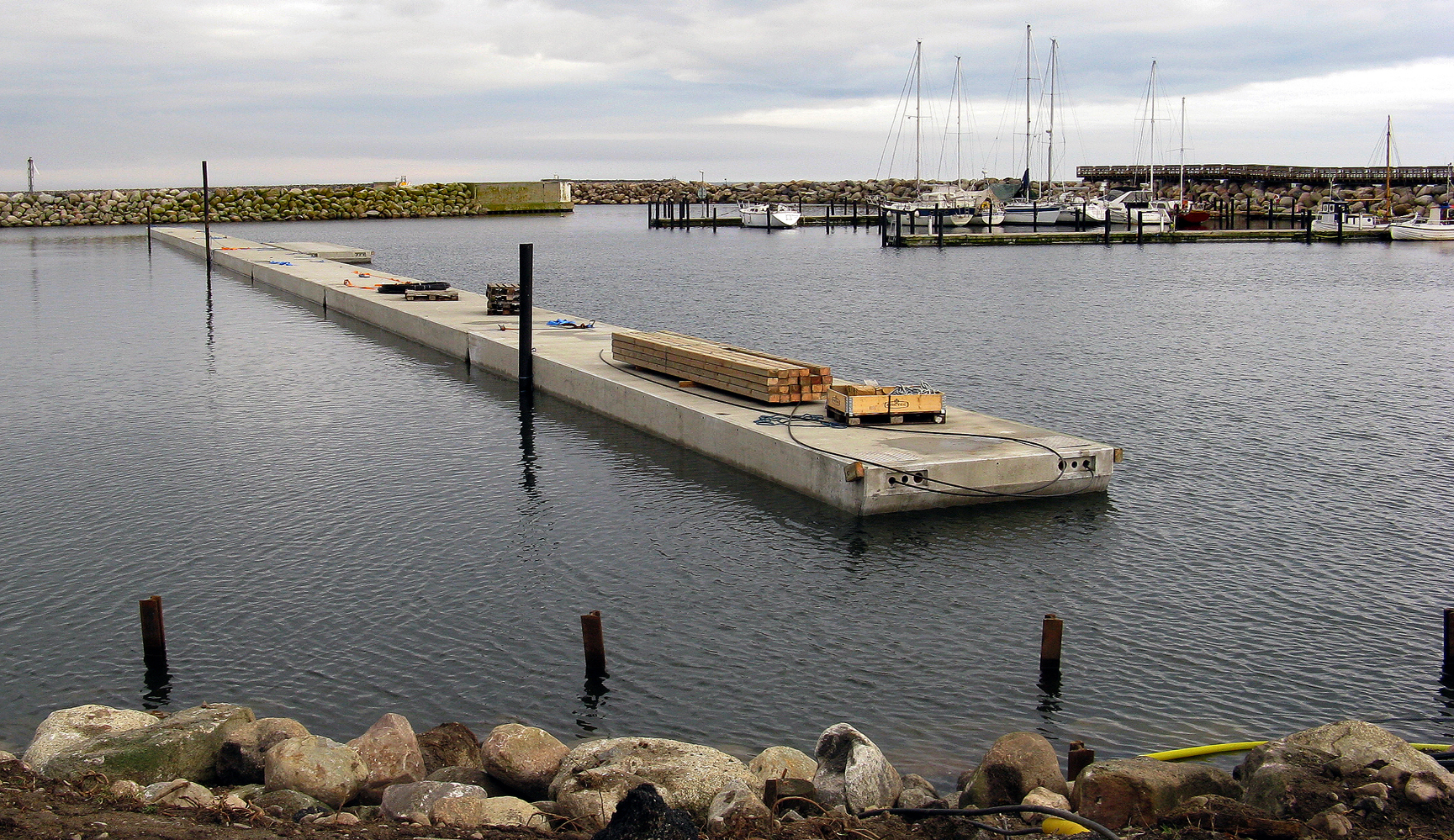
En pontonbrygga under konstruktion i Ystads Småbåtshamn 2011.
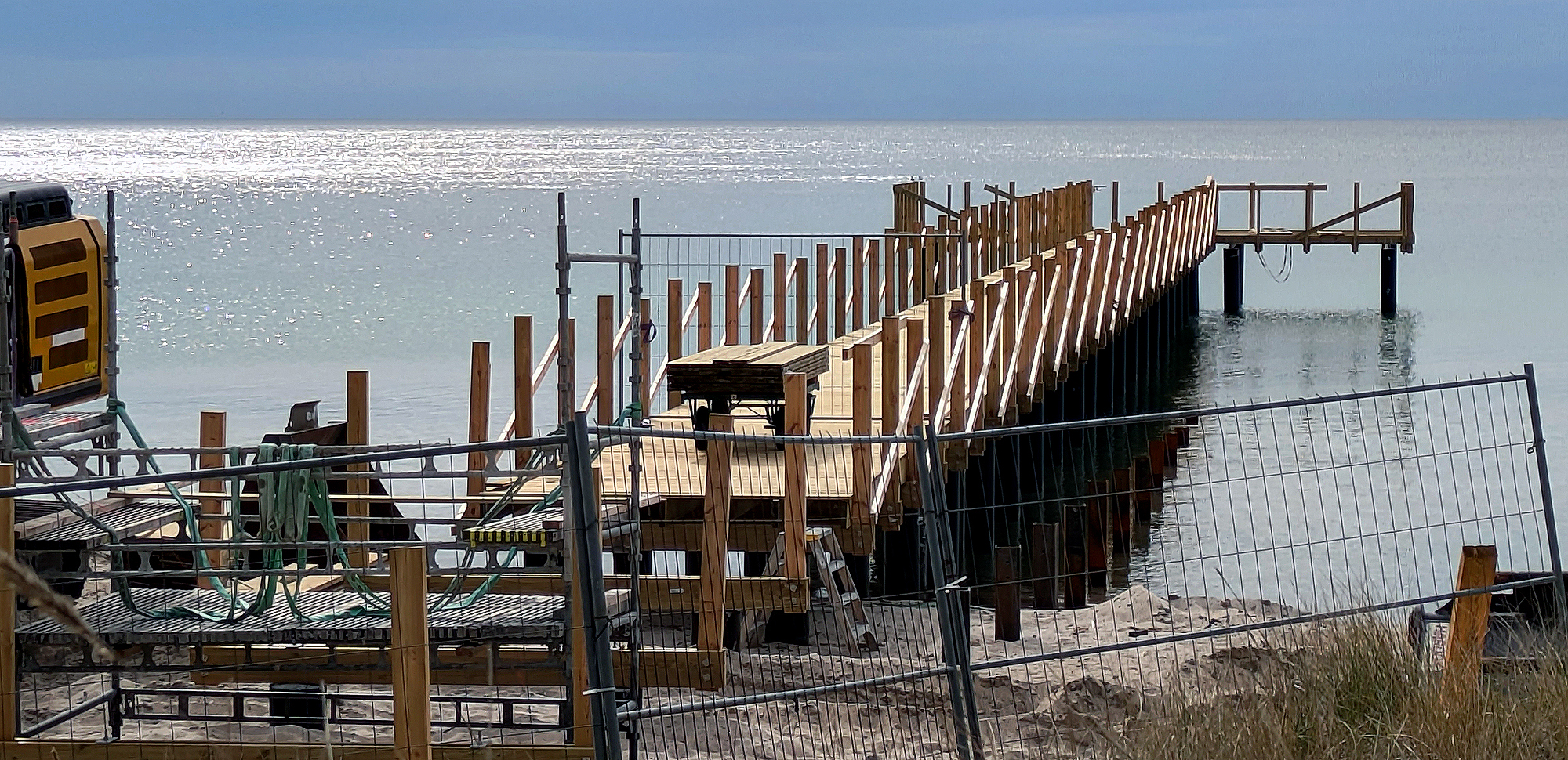
Konstruktion av en ny badbrygga.